# Krejwiany (powiat suwalski)
Krejwiany – wieś w Polsce położona w województwie podlaskim, w powiecie suwalskim, w gminie Rutka-Tartak.
W latach 1975–1998 miejscowość należała administracyjnie do województwa suwalskiego.
W pobliżu wsi przebiega granica Polski z Litwą

## linki zewnętrzne
- Krejwiany  (1), [w:] Słownik geograficzny Królestwa Polskiego, t. IV: Kęs – Kutno, Warszawa 1883, s. 661.